# Иж-65М
Иж-65М — спортивный мотоцикл, предназначенный для многодневных спортивных соревнований мотоциклов с рабочим объемом двигателя до 350 см³. Выпускался Ижевским машиностроительным заводом с 1964 года. Прошёл межведомственные испытания в марте 1964 года.

## Конструкция
Рама — трубчатая (легированная сталь 30ХГСА), одинарная, сварная. Подвеска заднего колеса с маятниковой вилкой, ход 100 мм. Передняя подвеска - телескопическая вилка с ходом 170 мм.
Двигатель — двухтактный, одноцилиндровый, рабочим объёмом 340 см³.